# Koprivnik (gmina Žiri)
Koprivnik – wieś w Słowenii, w regionie Gorenjskim, w gminie Žiri. 1 stycznia 2017 liczyła 105 mieszkańców.